# Landeleau
Landeleau (bretonisch Landelo) ist eine französische Gemeinde im Westen der Bretagne im Département Finistère mit 982 Einwohnern (Stand 1. Januar 2022).

## Lage
Der Ort befindet sich rund 40 Kilometer westlich der Atlantikküste nahe dem Fluss Aulne. Quimper liegt 36 Kilometer südwestlich, die Groß- und Hafenstadt Brest 58 Kilometer nordwestlich und Paris etwa 470 Kilometer östlich (Angaben in Luftlinie).

## Verkehr
Bei Châteaulin, Briec und Rosporden gibt es eine Abfahrten an der Schnellstraße E 60 Brest-Nantes. 
In Châteaulin, Quimper und Rosporden halten Regionalbahnen an der Bahnlinie Brest-Nantes und der Bahnhof von Brest ist Endpunkt des TGV Atlantique nach Paris.
Nahe der Stadt Brest in Guipavas befindet sich der Regionalflughafen Aéroport de Brest Bretagne.

## Bevölkerungsentwicklung
| Jahr                       | 1962 | 1968 | 1975 | 1982 | 1990 | 1999 | 2009 | 2017 |
| Einwohner                  | 1323 | 1250 | 1148 | 1088 | 1028 | 1042 | 1011 | 937  |
| Quellen: Cassini und INSEE |      |      |      |      |      |      |      |      |